# Heiner Rank
Heiner Rank (Nowawes, Potsdam mellett, 1931. december 11. – Berlin, 2014. november 17.) német sci-fi-szerző és krimiíró.

## Élete
Iskolái elvégzése után a filmiparban helyezkedett el, és számos tévé- és mozifilm-forgatókönyvet írt.

## Munkássága
Elsősorban mint krimiíró vált ismertté a német nyelvterületen. Több mint húsz bűnügyi regény fűződik a nevéhez. A 70-es években megpróbálkozott a sci-fi témákkal is. Több novellája jelent meg különböző antológiákban, valamint egy önálló kötete is Die Ohnmacht der Allmächtigen címmel.